# Authentica « Habita »

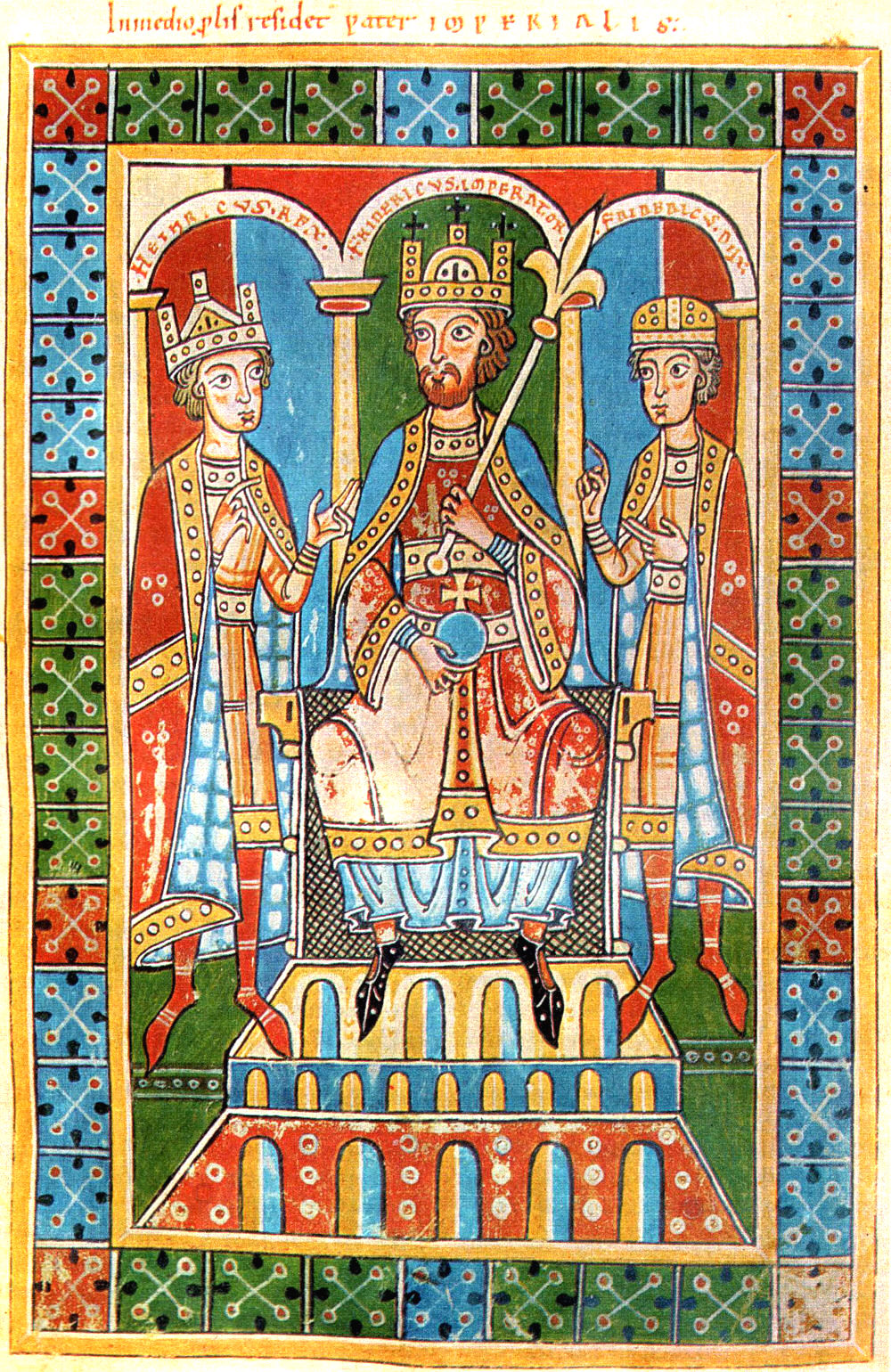
L'empereur Frédéric Barberousse et ses fils Henri VI et Frédéric VI.

L'Authentica « Habita » (ou l'Authentique « Habita ») est une constitution promulguée probablement en novembre 1158, pendant la diète de Roncaglia (ou peut-être dès 1155) par l'empereur Frédéric Barberousse en faveur des étudiants des écoles de droit romain de Bologne. C'est la première grande donation de privilèges octroyée aux « écoliers » dans l'Europe médiévale, et c'est un texte fondateur pour les universités des siècles suivants.
Cette charte répondait à une démarche effectuée auprès de l'empereur en mai 1155 par les « quatre docteurs » de Bologne (Martinus Gosia, Bulgarus, Jacobus de Boragine et Hugo de Porta Ravennate) et leurs écoliers. Le texte ne mentionne pas explicitement la ville de Bologne : il est établi en faveur de ceux qui voyagent dans le but de s'instruire, et les professeurs de droit, inspirateurs du texte, y sont évoqués en termes très honorables.
Le privilège accordé avait deux objets. D'abord, ceux qui désiraient étudier pouvaient voyager partout librement, et il était défendu, sous des peines très sévères, de les soumettre loin de leur patrie à aucune vexation, et particulièrement ils ne pouvaient jamais être recherchés pour les délits et les dettes de leurs compatriotes. Ils bénéficiaient d'autre part, comme les clercs, d'un privilège de juridiction (privilegium fori) : un étudiant défendeur pouvait se faire juger par son professeur ou par l'évêque de la ville, échappant ainsi à la juridiction des magistrats locaux ordinaires
Selon Savigny, ce second objet résulte de l'interprétation que fit l'école des juristes bolonais, les glossateurs, de son propre privilège. Ainsi, alors que le texte indiquait littéralement  "Hujus rei optione data scholaribus, eos coram domino vel magistro suo, vel ipsius civitatis episcopo, quibus hanc juridictionem dedimus, conveniat", soit un partage de juridiction entre les professeurs de l'université ("magistro"), les magistrats ordinaires ("domino") et l'évêque de Bologne ("civitatis episcopo"), les professeurs de l'école de droit s'attribuèrent le titre "dominus", ce qui, loin de constituer une simple distinction honorifique, eut pour effet d'exclure les causes estudiantines de la juridiction des magistrats ordinaires de la ville de Bologne.
Le mot authentica (parfois en français authentique) désignait dans le Corpus juris civilis les novelles (dont le recueil, une des quatre parties constitutives du Corpus, était appelé l'Authenticum). On appliquait plus particulièrement ce nom aux fragments de novelles qui étaient insérés dans le Code pour compléter ou rectifier certains passages. L'Authentica « Habita » fut insérée au titre du Code « Ne filius pro patre » (Livre IV, titre 13).
L'Authentica « Habita » de Frédéric Barberousse eut ensuite un équivalent en France quand le roi Philippe Auguste, par un édit de 1200, décida de soustraire les étudiants de Paris à la juridiction du prévôt : les causes les impliquant, comme celles impliquant les clercs, devaient être entendues devant la cour de justice de l'évêque.

## Édition
- Winfried Stelzer, « Zum Scholarenprivileg Friedrich Barbarossas (Authentica "Habita") », Deutsches Archiv für Erforschung des Mittelalters 34, 1978, p. 123-165.